# امپراتور تسوچی‌میکادو
امپراتور تسوچی‌میکادو (به ژاپنی: 土御門天皇 Tsuchimikado)، شاهزاده تامه‌هیتو؛ (زاده ۳ ژانویه ۱۱۹۴، درگذشته ۱۲۱۰) هشتاد و سومین امپراتور ژاپن بر اساس نظام سنتی جانشینی پادشاهان ژاپن بود. سلطنت وی از ۱۱۹۸ تا ۱۲۱۰ به طول انجامید.